# Hugo Ayaviri
Hugo Ayaviri (Una, Bolivia; 21 de diciembre de 1978) es un montañista y guía de montaña boliviano.
En el  año 2021 se constituye como el primer boliviano y primer latinoamericano en llegar a la cima del Broad Peak y K2 sin oxígeno en diez días. Hasta ese momento, solo ocho personas habían logrado esta hazaña sin oxígeno.
Hasta el 19 de mayo de 2024, hizo cumbre en seis cimas sin oxígeno de los "14 Ochomiles"

## Reseña biográfica
Hugo Ayaviri nació en la comunidad de Una, en los valles bajos del Illimani, ubicada en el municipio de Palca de la provincia de Murillo, en el departamento de La Paz.
El año 2008 se forma como instructor de rescate en alta montaña y el año 2009 se gradúa como guía de alta montaña UIAGM.
El año 2015 fue secretario general de la Asociación de Guías de Montaña y Trekking de Bolivia (AGMTB) y Director técnico de la SAB (Socorro Andino Boliviano).

## Ascensos
Se especializó en escalada en roca y ascensos a montañas, escalando montañas más importes de la Cordillera Real, Cordillera Occidental de Bolivia. 
En el año 2021 Hugo Ayaviri junto al belga Niels Jespers coronan Broad Peak el 18 de julio y K2 el 28 de julio, sin oxígeno en diez días, solo ocho personas lo habían realizado antes sin oxígeno.
- 2008 Aconcagua
- 2011 Alpamayo y Huascarán
- 2013 Nevado Ojos del Salado, Cotopaxi, Cayambe, Iliniza Sur y Chimborazo
- 2014 Nevado Pan de Azúcar, El Cóncavo y Ritacuwa Blanco
- 2015 Abertura cara sur del Illimani
- 2016 Travesía Illampu y Illimani con la apertura de una nueva ruta en la cola del Cóndor
- 2017 Socompa
- 2018 Llullaillaco, Quewar, Mont Blanc
- 2019 Wakana, Alto Toroni
- 2020 Llullaillaco, WaraWarani pico Central, Ventanani, Mullu Apacheta, Janqu Laya, Acotango y Capurata

### Rumbo a los14 Ochomiles
- 2021 Broad Peak (18 de julio) y K2 (28 de julio)
- 2023 Nanga Parbat (26 de junio),[11] Gasherbrum II (19 de julio)[12] y Gasherbrum I (26 de julio)[13]
- 2024 Lhotse (19 de mayo)[14]

## Rescate en la montaña
- 20 de octubre de 2008, rescate de Iván Verdeja, fallecido, Choque Tanga Quimsa Cruz.
- 17 de julio de 2009, rescate de P. Guerra, J.Morales et JG. Estrellano, Cara Oeste Huayna Potosí.
- 1 de agosto de 2010, rescate de Isabel Supe y su cliente fallecido, ala izquierda del Condoriri.
- 6 de mayo de 2013, rescate de un turista francés en el Huayna Potosí.
- 3 de mayo de 2017, rescate de un turista alemán en el Illimani.[15]

## Héroe Nacional de Pakistán
El año 2021, tras haber hecho cumbre en el K2, en el descenso a una altitud de 8,300 m s. n. m., Hugo se encontró con Sajid Sadpara, quien estaba intentando rescatar el cuerpo de su padre, el guía pakistaní Muhammad Ali Sadpara que un año antes en su intento se escalar al K2 en temporada invernal, había fallecido junto a dos montañistas, el chileno Juan Pablo Mohr y el islandés John Snorri Sigurjonsson; los cuerpos de los fallecidos estaban colgados de la cuerda de una gran pared, Hugo como guía de montaña y rescatista bajó el cuerpo, un hito en el rescate a una altitud de 8,300 m s. n. m. y junto a Sajid, enterraron a Ali Sadpara cerca del campamento C4. Por este rescate Hugo fue nombrado Héroe Nacional en Pakistán, como también recibió un reconocimiento especial por el ejército pakistaní.